# سفارت آرژانتین در وین

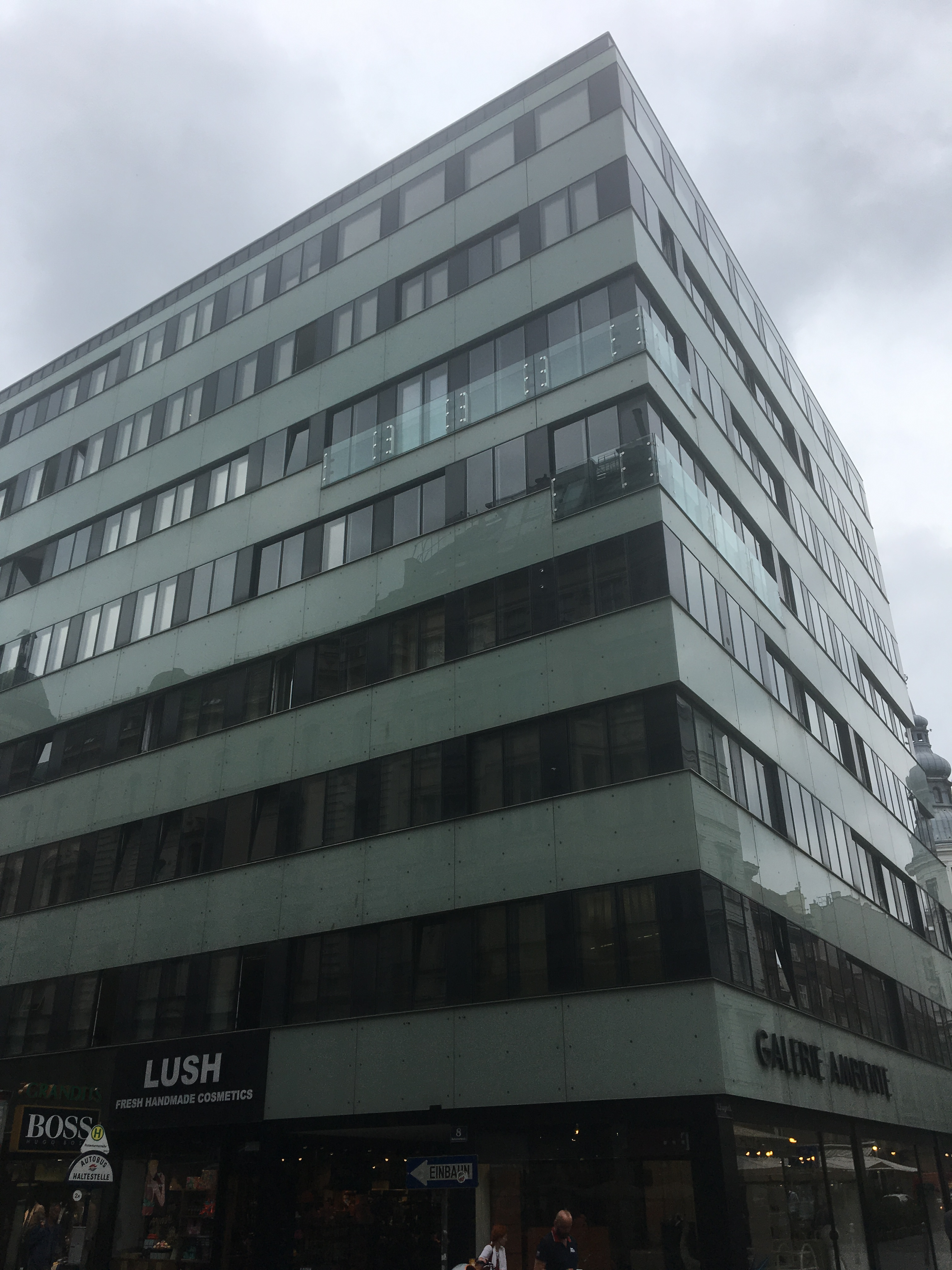
سفارت آرژانتین در شهر وین،پایتخت کشور اتریش

سفارت آرژانتین در وین (به لاتین: Embassy of Argentina) یک منطقهٔ مسکونی و نمایندگی سیاسی این کشور در اتریش است که در وین واقع شده‌است.